# 時間の闇の中で
『時間の闇の中で』（仏語 Dans le noir du temps）は、ジャン＝リュック・ゴダール監督による、短篇映画である。15人の映画監督による、「時」に関連した10分間の作品で構成するオムニバス映画『10ミニッツ・オールダー』の一篇として、2002年に製作された。同オムニバスは、『人生のメビウス The Trumpet』と『イデアの森 The Cello』の全2巻であり、本作は後者に収録されている。

## 概要

### 構成
本作の構成は以下の全10章。一段下げているのは挿入された字幕。
時間の闇の中で Dans le noir du temps
- 若さの最後の瞬間 Les dernières minutes de la jeunesse
- 勇気の最後の瞬間 Les dernières minutes du courage
- 思考の最後の瞬間 Les dernières minutes de la pensée
- 記憶の最後の瞬間 Les dernières minutes de la mémoire
- 愛の最後の瞬間　 Les dernières minutes de l'amour
- 沈黙の最後の瞬間 Les dernières minutes du silence
- 歴史の最後の瞬間 Les dernières minutes de l'histoire
- 恐怖の最後の瞬間 Les dernières minutes de la peur
- 永遠の最後の瞬間 Les dernières minutes de l'éternel

みずからの人生を生きる Vivre sa vie
- 映画の最後の瞬間 Les dernières minutes du cinéma

最後の光景 Dernière vision
夕方と彼は言う。 Soir, dit il.
夕方と彼女は言う。 Soir, dit elle.
夕方と彼らは言う。 Soir, disent ils.

### 解説
『10ミニッツ・オールダー』製作サイドからの「10分の映画を1本つくれ」という発注に、「1分の映画を10本つくる」という回答を出したのが、ジャン＝リュック・ゴダール監督の『時間の闇の中で』である。みずからの映画『メイド・イン・USA』（1966年）や長篇第二作の『小さな兵隊』（1960年）から『フォー・エヴァー・モーツアルト』（1996年）まで、あるいはピエル・パオロ・パゾリーニ監督の『奇跡の丘』（1964年）などの劇映画や、アウシュビッツなどのドキュメンタリーフィルム、あるいはビリー・ホリデイの『奇妙な果実』にも歌われる、20世紀前半にアメリカ南部で行なわれた蛮行の映像を引用し、10の「最後の瞬間」を見せる。
もっとも劇的なのは、『奇跡の丘』で磔刑に処されるイエス・キリストが引用される「永遠の最後の瞬間 Les dernières minutes de l'éternel」の末尾に、黒画面に「Vivre sa vie」の文字が現れ、つぎの瞬間に、アンナ・カリーナの美しい泣き顔（en:File:Mylifetolive.jpg）が現れる瞬間である。「Vivre sa vie（みずからの人生を生きる）」とは、カリーナが主演するゴダール監督の『女と男のいる舗道』（1962年）の原題であり、このショットは、同作のなかで、カリーナ演じるナナ・クラインフランケンハイムが映画館に入り、カール・ドライヤー監督の無声映画『裁かるゝジャンヌ』（1927年）のジャンヌ・ダルクが火刑に処される姿を見て涙を流すシーンの引用である。オムニバス映画『愛すべき女・女たち』（1967年）の一篇『未来展望』以来、実に35年ぶりにゴダール作品にその相貌を見せた一瞬である。
そして10本の「映画」が終わった後で、だめ押しのように「最後の光景」として提示するのは、カラー映画初期の色彩が美しいセルゲイ・エイゼンシュテイン監督の『イワン雷帝』（第二部・1946年）のあざやかなシーンであり、『勝手に逃げろ/人生』（1979年）以来お得意のスローモーションである。
末尾の「夕方と彼は言う。 Soir, dit il.」は、数学者集団ブルバキにも実験文学集団ウリポにもいたことのあるジャック・ルーボーの詩『Si quelque chose noir』の冒頭からの引用であると思われる。
録音技師のフランソワ・ミュジーは、1980年の『パッション』以来のゴダール組の常連であり、撮影監督のジュリアン・イルシュは、『ゴダールの決別』（1993年）でカロリーヌ・シャンプティエの助手としてゴダール作品に初めて参加、『二十一世紀の起源』（2000年）からは撮影監督として、『愛の世紀』（2001年）、『アワーミュージック』（2004年）と2000年代のゴダールの映像を支えている。助監督のオーレリアン・ポワトリムーは、2001年の『愛の世紀』以来のチーフ助監督である。そして脚本のアンヌ＝マリー・ミエヴィルは、1972年の「ジガ・ヴェルトフ集団」解散以来のゴダールの公私にわたるパートナーで、ゴダールと共同経営する映画製作会社「ペリフェリア」（所在地スイス・ヴォー州ロール）の社長である。

## スタッフ
- 監督 : ジャン＝リュック・ゴダール
- 脚本 : アンヌ＝マリー・ミエヴィル
- 撮影 : ジュリアン・イルシュ
- 編集 : ジャン＝リュック・ゴダール
- 録音 : フランソワ・ミュジー
- 助監督 : オーレリアン・ポワトリムー
- 製作総指揮 : ウルリッヒ・フェルスベルク
- 製作会社 : オデッセイ・フィルムズ（ロンドン）、マタドア・ピクチャーズ（同）、ロード・ムーヴィーズ・プロドゥクツィオーン（ベルリン）、ドイツ連邦映画評議会（FFA）、アトムフィルム（協力）

## キャスト
- ジャン＝ピエール・レオー（『メイド・イン・USA』アーカイヴ・フッテージ）
- アンナ・カリーナ（『女と男のいる舗道』アーカイヴ・フッテージ）
- エンリケ・イラソキ（『奇跡の丘』アーカイヴ・フッテージ）

## 関連事項
- 10ミニッツ・オールダー
- ゴダールの映画史
- ジャック・ルーボー（fr:Jacques Roubaud）

## 註
1. ↑  ジャン＝リュック・ゴダール『女と男のいる舗道』の原題である。
2. ↑  La Licorne - si quelque chose noirにジャック・ルーボー『Si quelque chose noir』の全文が掲載されている。